# Prostituição na Colômbia
Prostituição na Colômbia é legal, regulamentada e limitada a bordéis em zonas de “tolerância”. Profissionais do sexo são obrigados a realizar exames de saúde regulares. No entanto, as leis raramente são aplicadas e a prostituição é generalizada, em parte devido à pobreza e ao deslocamento interno.
Internamente, redes de crime organizado, algumas relacionadas a grupos armados ilegais, são responsáveis pelo tráfico de pessoas para escravidão sexual e o conflito armado tornou um grande número de vítimas de tráfico interno vulneráveis.
Estimativas da UNAIDS indicam que haja 7 218 prostitutas no país.

## Prostituição ilegal

### Prostituição infantil
Uma série de fatores expõe crianças ao risco de exploração sexual na Colômbia e as deixa desprotegidas. A guerra e o tráfico de drogas alteraram estruturas familiares que, em períodos normais, ofereceriam segurança e cuidados. A guerra também causou o deslocamento de inúmeras famílias, algumas cujas crianças chegaram a ser soldados. Crianças deslocadas são particularmente vulneráveis a serem forçadas à prostituição, ainda mais em uma economia em declínio.
Um porta-voz do fundo das Nações Unidas para a infância, UNICEF, Karel de Rooy, afirmou que muitas prostitutas infantis tinham apenas nove anos e que os clientes eram frequentemente estrangeiros de meia-idade. Ele também declarou que as crianças muitas vezes eram viciadas em drogas.
A exploração sexual comercial de crianças ocorre especialmente em centros urbanos e em áreas com grande número de homens separados das famílias por motivo de trabalho. As crianças participam dessa exploração tanto nas ruas quanto em estabelecimentos privados, como bares, bordéis ou salões de massagem.
A cultura de violência na Colômbia criou um sentimento de medo e resignação na população; a violência gerou prostituição infantil e gangues de crianças, agravando ainda mais o ciclo de violência.
A Colômbia também é destino de turistas sexuais infantis estrangeiros, principalmente em cidades costeiras como Cartagena e Barranquilla.

### Tráfico sexual
A Colômbia é um dos principais países de origem de mulheres e meninas traficadas para a América Latina, o Caribe, a Europa Ocidental, a Ásia e a América do Norte, incluindo os Estados Unidos, para fins de exploração sexual comercial. Internamente, mulheres e crianças são traficadas de áreas rurais para áreas urbanas para exploração sexual comercial.
A violência armada contínua na Colômbia deslocou muitas comunidades, tornando-as vulneráveis ao tráfico de pessoas. Grupos de alto risco incluem pessoas deslocadas, mulheres pobres em áreas rurais e parentes de membros de organizações criminosas.
Membros de gangues e redes de crime organizado obrigam seus parentes, conhecidos e deslocados—tipicamente mulheres e crianças—a condições de prostituição forçada.
Muitos traficantes revelam a natureza sexual do trabalho que oferecem, mas ocultam informações sobre condições, clientela, liberdade de movimento e remuneração. Outros disfarçam suas intenções retratando-se como agentes de modelos, oferecendo serviços de intermediação de casamento, programas de estudo ou operando golpes de loteria ou bingo com viagens gratuitas como prêmio.
O Departamento de Estado dos Estados Unidos Escritório de Monitoramento e Combate ao Tráfico de Pessoas classifica a Colômbia como país 'Tier 1'.

### Resposta do governo
O Governo da Colômbia tem feito esforços para combater a prostituição infantil, a prostituição forçada, a escravidão sexual e o tráfico de pessoas.
A Colômbia proíbe todas as formas de tráfico por meio de sua lei antitráfico, Lei 985, que prevê penas mínimas de 13 a 23 anos de prisão.
O Governo da Colômbia coopera com governos estrangeiros para repatriar vítimas de tráfico e investigar casos de tráfico de pessoas.
O Governo melhorou as ações de prevenção ao tráfico de pessoas ao lançar uma ampla campanha educativa intitulada “A Próxima Vítima Poderá Ser Você” em outubro de 2008. A campanha incluiu comerciais de TV, spots de rádio e publicidade impressa com a participação de uma personalidade popular da televisão colombiana.
No entanto, a pobreza e a violência no país criam um ambiente onde a exploração sexual prospera. Muitas vítimas de tráfico se recusam a colaborar na acusação de seus traficantes por medo de retaliações.